# Raiadinho-subantárctico
Raiadinho-subantárctico (Aphrastura subantarctica) é uma espécie de ave da família Furnariidae. Pode ser encontrada nas Ilhas Diego Ramírez.